# CATTI

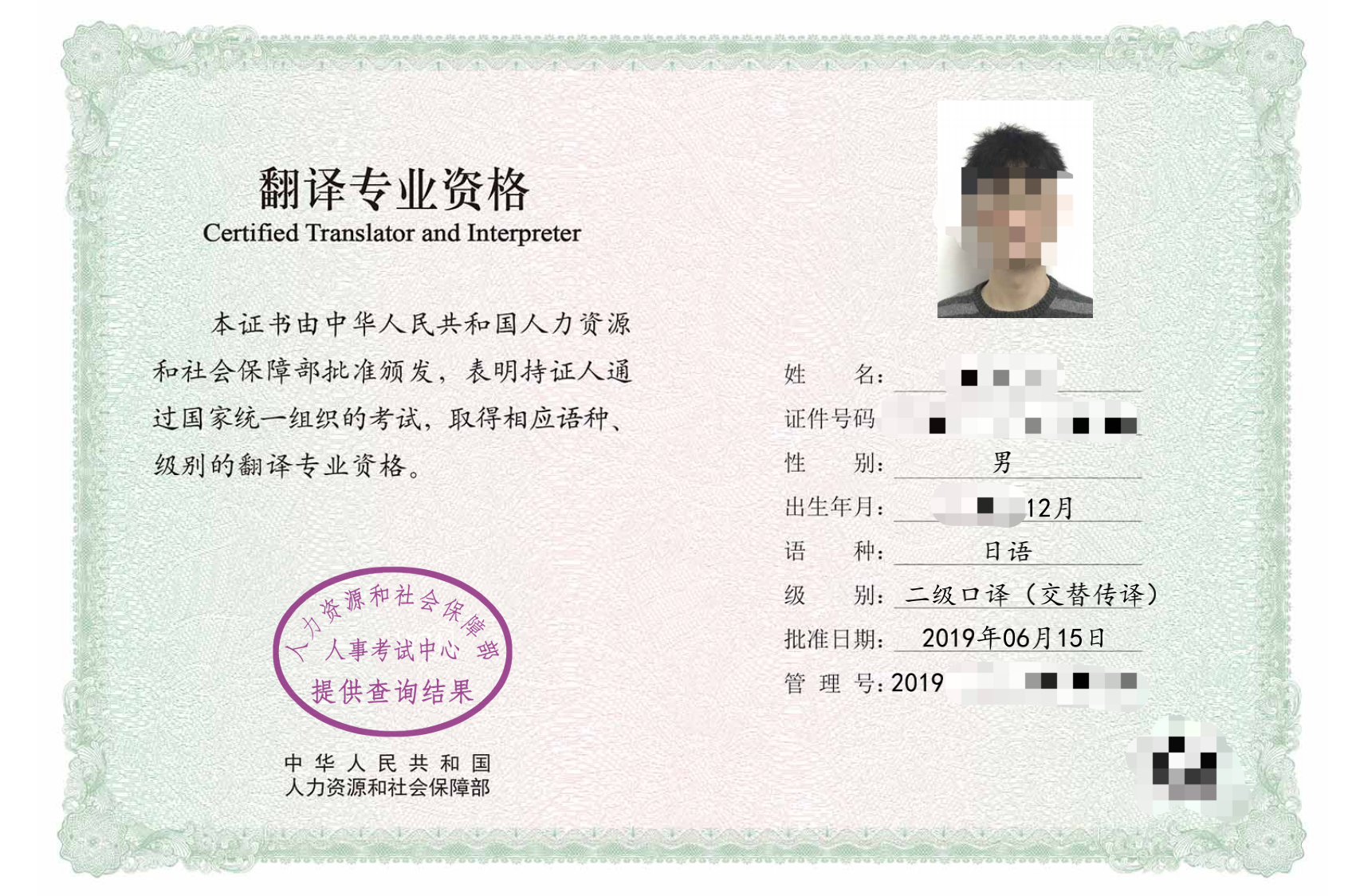
合格証書

CATTI（中国全国翻訳専業資格（水平）考試、China Accreditation Test for Translators and Interpreters）とは、中華人民共和国の翻訳および通訳の国家資格である。中国外文局によって運営され、年に１度実施し、中国の最も規模が大きい翻訳通訳資格試験となる。

試験言語は英語、日本語、フランス語、アラビア語、ロシア語、ドイツ語、スペイン語、朝鮮語（韓国語）、ポルトガル語。

試験は３級から１級まで設定し、３級と２級は誰でも出願できるが、１級の出願は２級合格者に限定する。３級と２級は合格点を取れたら合格証書を与える。１級は合格した上に、専門能力の審査を得てから合格を認定する。

翻訳と通訳の試験は分けて出願、受験する。試験は基本２科目から構成し、言語能力を測る総合科目と実技能力を測る実務科目をそれぞれ受けて、両方合格点を取れたら合格と判定する。

2024年時点ではすべてキーボード入力を求めるパソコン試験となっている。

## 翻訳修士（MTI）との関係
翻訳修士（MTI）の学生は、修了条件として「CATTI２級または同じレベルの翻訳通訳能力」を求めることとなる。

## CATTI国際試験
CATTIの本試験は中国国内のみ実施のため、海外で受験できる「CATTI国際試験」を外文局が開発し実施している。